# Дворац Еђшег
Дворац Еђшег је дворац градског типа који је саграђен на тадашњем ободу Новог Сада.Подигнут је од стране Стрељачког друштва, а његов назив значи Јединство ( на мађарском Egység). Дворац је саграђен 1890. године на дан стогодишњице оснивања Стрељачког удружења, а пројектован је од стране архитекте Ђерђа Молнара у еклектичном стилу типичном за тај период. У зидању је учестовао и Карл Лерер

## Историјат
Дворац је до 2007. године био потпуно запуштен и руиниран, док није добио званично звање споменика културе и стављен под заштиту државе. Нешто раније, 2000.године му је реновиран кров да не би дошло до урушавања и да би се сачувала унутрашњост, прва права реконструкција је извршена између септембра 2010. до јуна 2012. године. Финансирање средстава за обнову дворца обезбедио је Нови Сад . Дворац Еђшег је по постанку културном станицом, постао једна од узданица у 2022. години у којој је Нови Сад постао престоница светске културе. 

## Архитектура и дизајн
Дворац поседује централни улазни торањ, са сваке стране симетричну  фасаду са по три застакљена лука и бочним истакнутим просторијама квадратног облика. Такође га одликује централни улазни торањ, и са сваке стране симетрична фасада са по три застакљена лука, и бочне истакнуте просторије готово квадратне основе. Пиластри су обележени коринтским капителима. Ентеријер главне сале је богато украшен, таваница осликана сценама из сеоског живота и лова, као флоралним и геометријским мотивима. Ходник је светао и простран а у главној сали се налази раскошно декорисан плафон који посебно заинтригирава посетиоце. 
У склопу рестаурирања овог здања први пут је примењен и обновљив облик извора енергије, који подразумева геотермалне сонде које су постављене у дворишту које поседује клупе унутар малог парка.Геотермалне сонде омогучавају акумулацију топлотне енергије земље, а она се даљим процесом прераде користи за дворац. 

## Дворац Еђшег данас
Еђшег данас поседује главну балску раскошно декорисану дворану, три споредне и велику баслку доврану, а такође је постао Културна Станица Еђшег.Добро је очуван и отворен за посетиоце за времене културних манифестација, као и ван њих у договору са чуваром. Дворац је свечано отворен 15. септембра 2014.године, и данас је пријатно и пригодно место за организације културно-уметничког типа, попут позоришних представа, рецитала, такмичења и концерата. 